# 東開普吉拉多 (伊利諾伊州)
東開普吉拉多（英語：East Cape Girardeau）是位於美國伊利諾伊州亞歷山大縣的一個村落。

## 地理
東開普吉拉多的座標為37°17′46″N 89°29′43″W / 37.29611°N 89.49528°W，而該地最高點為海拔高度102米（即335英尺）。

## 人口
根據2010年美國人口普查的數據，東開普吉拉多的面積為5.20平方千米，當中陸地面積為5.12平方千米，而水域面積為0.08平方千米。當地共有人口385人，而人口密度為每平方千米74人。